# البعثة الأوروبية لمساندة الشرطة الفلسطينية
البعثة الأوروبية لمساندة الشرطة الفلسطينية (بالإنجليزية: European Union Police Mission in the Palestinian Territories)‏ وتختصر "EUPOL COPPS" هي بعثة الاتحاد الأوروبي لمساعدة السلطة الوطنية الفلسطينية في بناء وتطوير وإصلاح مؤسسات الدولة الفلسطينية المستقبلية. تأسست عام 2006. بلغت ميزانية البعثة في الفترة (1 يوليو 2019 إلى 30 يونيو 2020) نحو 12.43 مليون يورو.

## التأسيس
تأسست البعثة الأوروبية لمساندة الشرطة الفلسطينية في 1 يناير 2006 كبعثة للشرطة الفلسطينية، واتخذت من مدينة رام الله مقرًا لها. تتألف البعثة من قسمين هما: قسم مستشاري الشرطة، وقسم سيادة القانون الذي أضيف في عام 2008. يدير الاتحاد الأوروبي بعثة أخرى في الأراضي الفلسطينية هي بعثة الاتحاد الأوروبي للمساعدة الحدودية في رفح.

## الهيكل التنظيمي
تتألف بعثة الشرطة الأوروبية لمساندة الشرطة الفلسطينية من 72 موظفًا دوليًا و35 موظفًا محليًا.

## المهام
تتألف مهام بعثة الشرطة الأوروبية لمساندة الشرطة الفلسطينية من دعم إصلاح وتطور الشرطة المدنية الفلسطينية، وتعزيز ودعم نظام العدالة الجنائية، وتعزيز التعاون بين النيابة العامة والشرطة وتنسيق وتسهيل مساعدات المانحين الخارجيين للشرطة المدنية الفلسطينية.

## رؤساء البعثة
| الرقم | الاسم                        | بلد الأصل       | تاريخ البدء    | تاريخ الانتهاء | مرجع  |
| ----- | ---------------------------- | --------------- | -------------- | -------------- | ----- |
| 1     | جوناثان ماكيفور              | المملكة المتحدة | 14 نوفمبر 2005 | 31 ديسمبر 2006 |       |
| 2     | كولن سميث                    | المملكة المتحدة | 1 يناير 2007   | 31 ديسمبر 2008 |       |
| 3     | بول كرناغان                  | المملكة المتحدة | 1 يناير 2009   | 31 ديسمبر 2009 |       |
| 4     | هنريك مالمكويست              | السويد          | 1 يناير 2010   | 30 حزيران 2012 |       |
| 5     | كينيث دين                    | المملكة المتحدة | 1 يوليو 2012   | 30 حزيران 2014 |       |
| 6     | رودولوف موجيه                | فرنسا           | 1 يوليو 2014   | 27 يناير2017   |       |
|       | مايك آلبرس (قائم بالأعمال)   | هولندا          | 28 يناير 2017  | 12 سبتمبر 2017 |       |
|       | بو هولتس (قائم بالأعمال)     | الدنمارك        | 13 سبتمبر 2017 | 30 سبتمبر 2017 |       |
| 7     | كاوكو ألتوما                 | فنلندا          | 1 أكتوبر 2017  | 2020           | [ 3 ] |
| 8     | ناتاليا أبوستولوفا           | بلغاريا         | 2020           | 13 أكتوبر 2023 | [ 4 ] |
|       | كارين ليمدال (قائم بالأعمال) | السويد          | 1 نوفمبر 2023  | 31 مارس 2024   |       |
| 9     | كارين ليمدال                 | السويد          | 1 أبريل 2024   | لا تزال        |       |

## وصلات خارجية
- الموقع الرسمي